# Chrysoperla gallagheri
Chrysoperla gallagheri är en insektsart som beskrevs av Hölzel 1989. Chrysoperla gallagheri ingår i släktet Chrysoperla och familjen guldögonsländor. Inga underarter finns listade i Catalogue of Life.